# 중화인민공화국 원수
중화인민공화국 원수는 중화인민공화국의 건국 과정에서 혁혁한 공을 세운 10명의 중국 인민해방군 군사 지도자를 일컫는다. 보통 '개국원수' 또는 '십대원수'라고 불린다.
1955년 9월 27일을 기하여 제1기 전국인민대표대회 제22차 회의에서 이들에게 '중화인민공화국 원수'라는 칭호를 부여하기로 결정되었다. 이들 외에 그에 준하는 공을 세운 10명의 군사 지도자들에게는 '중국 인민해방군 대장' 칭호가 주어졌으며, 이들은 '개국대장'으로 불린다.

## 명단
|    | 성명     | 초상 | 생년월일         | 사망 날짜        | 건국 이후 주요 직위 |
| -- | -------- | ---- | ---------------- | ---------------- | --- |
| 1  | 주더     |      | 1886년 12월 1일  | 1976년 7월 6일   | 중국 인민해방군 총사령관 국가부주석, 국방위원회 부주석 전국인민대표대회 상무위원장 중국공산당 중앙위원회 부주석・중앙정치국 상무위원                                                |
| 2  | 펑더화이 |      | 1898년 10월 24일 | 1974년 11월 29일 | 국무원 부총리, 국방부 부장, 국방위원회 부주석 중국공산당 중앙정치국 위원, 당중앙 군사위원회 위원                                                                                    |
| 3  | 린뱌오   |      | 1907년 12월 5일  | 1971년 9월 13일  | 국무원부총리, 국방위원회 부주석, 국방부장 중국공산당 중앙위원회 부주석・중앙정치국 상무위원, 당중앙 군사위원회 제일부주석                                                           |
| 4  | 류보청   |      | 1892년 12월 4일  | 1986년 10월 7일  | 국방위원회 부주석, 전국인민대표대회 상무부위원장 중국공산당 중앙정치국 위원, 당중앙 군사위원회 부주석                                                                               |
| 5  | 허룽     |      | 1896년 3월 22일  | 1969년 6월 9일   | 국무원 부총리, 국방위원회 부주석, 국가분육운동위원회 주임 중국공산당 중앙정치국 위원, 당중앙 군사위원회 부주석                                                                      |
| 6  | 천이     |      | 1901년 8월 26일  | 1972년 1월 6일   | 국무원 부총리, 국방위원회 부주석, 외교부 부장 중국공산당 중앙정치국 위원, 당중앙 군사위원회 부주석                                                                                  |
| 7  | 뤄룽환   |      | 1902년 12월 26일 | 1963년 12월 16일 | 국방위원회 부주석, 전국인민대표대회 상무부위원장 중국공산당 중앙정치국 위원, 당중앙 군사위원회 위원                                                                                 |
| 8  | 쉬샹첸   |      | 1901년 11월 8일  | 1990년 9월 21일  | 중국 인민해방군 총참모장 국방위원회 부주석, 전국인민대표대회 상무부위원장 국무원 부총리, 국방부 부장 국가중앙군사위원회 부주석 중국공산당 중앙정치국 위원, 당중앙 군사위원회 부주석 |
| 9  | 녜룽전   |      | 1899년 12월 29일 | 1992년 5월 14일  | 국방위원회 부주석 국무원 부총리, 국무원 과학기술위원회 주임 전국인민대표대회 상무부위원장 국가중앙군사위원회 부주석 중국공산당 중앙정치국 위원, 당중앙 군사위원회 부주석            |
| 10 | 예젠잉   |      | 1897년 4월 28일  | 1986년 10월 22일 | 국방위원회 부주석 국방부 부장 전국인민대표대회 상무위원장 국가중앙군사위원회 부주석 중국공산당 중앙위원회 부주석・중앙정치국 상무위원, 당중앙 군사위원회 부주석                     |